# Вільяверде-дель-Ріо
Вільяверде-дель-Ріо (ісп. Villaverde del Río) — муніципалітет в Іспанії, у складі автономної спільноти Андалусія, у провінції Севілья. Населення — 7447 осіб (2010).
Муніципалітет розташований на відстані близько 370 км на південний захід від Мадрида, 24 км на північний схід від Севільї.

## Демографія
Динаміка населення (INE ):